# Magnétophone (Windows)
Pour les articles homonymes, voir magnétophone (homonymie).
Le magnétophone (en anglais, sound recorder) est un composant du système d'exploitation Windows de Microsoft.
Il s'agit d'un programme qui permet d'enregistrer des sons à partir d'un microphone (incluant un éventuel microphone intégré dans l'ordinateur) ou d'un micro-casque et de les stocker dans un fichier au format Waveform Audio File Format  (.wav).
Dans Windows 7, le programme se trouve dans le dossier Accessoires. Pour le démarrer, il faut cliquer successivement sur le bouton démarrer, Tous les programmes, Accessoires et Magnétophone.
À partir de Windows Vista, les fichiers générés sont au format Windows Media Audio (.wma). L'enregistrement se faisait en mémoire, et la durée d'enregistrement par défaut était de 1 minute maximum.
Le magnétophone de Windows 10 enregistre les fichiers au format MPEG-4 Part 14 (.m4a).